# Druhá vláda Menachema Begina
Druhá vláda Menachema Begina, která byla v pořadí devatenáctou izraelskou vládou, byla vytvořena 5. srpna 1981 po červnových parlamentních volbách. Z počátku sestávala ze stran Likud, Národní náboženská strana, Agudat Jisra'el, Tami a Telem, a tvořilo ji sedmnáct ministrů. Dne 26. srpna téhož roku do vlády vstoupila strana Techija, čímž počet ministrů stoupl na osmnáct.
Vláda padla, když premiér Begin 15. září 1983 rezignoval. Ve funkci předsedy vlády jej vystřídal jeho ministr zahraničí Jicchak Šamir, který 10. října sestavil svou první vládu, která vládla až do voleb v červenci 1984.

## Seznam členů vlády
Funkční období vlády trvalo od 5. srpna 1981 do 10. října 1983. V pořadí 19. izraelská vláda se skládala z následujících ministrů:
| portfej                                        | ministr/yně         | funkční období                         | strana          |
| ---------------------------------------------- | ------------------- | -------------------------------------- | --------------- |
| předseda vlády                                 | Menachem Begin      | celé                                   | Likud           |
| místopředseda vlády                            | Simcha Erlich       | 05/08/1981 – 19/06/1983                | Likud           |
| místopředseda vlády                            | David Levy          | 03/11/1981 – 10/10/1983                | Likud           |
| ministr absorpce imigrantů                     | Aharon Abuchacira   | 05/08/1981 – 04/05/1982                | Tami            |
| ministr absorpce imigrantů                     | Aharon Uzan         | 04/05/1982 – 10/10/1983                | Tami            |
| ministr bydlení a výstavby                     | David Levy          | celé                                   | Likud           |
| ministr dopravy                                | Chajim Korfu        | celé                                   | Likud           |
| ministr ekonomiky a meziministerské koordinace | Ja'akov Meridor     | celé                                   | nebyl poslancem |
| ministr energetiky a infrastruktury            | Jicchak Berman      | 05/08/1981 – 30/09/1982                | Likud           |
| ministr energetiky a infrastruktury            | Jicchak Moda'i      | 19/10/1982 – 10/10/1983                | Likud           |
| ministr financí                                | Joram Aridor        | celé                                   | Likud           |
| ministr komunikací                             | Mordechaj Cipori    | celé                                   | Likud           |
| ministr náboženských věcí                      | Josef Burg          | celé                                   | NNS             |
| ministr obrany                                 | Ariel Šaron         | 05/08/1981 – 14/02/1983                | Likud           |
| ministr obrany                                 | Menachem Begin      | 14/02/1983 – 23/02/1983                | Likud           |
| ministr obrany                                 | Moše Arens          | align="center" 23/02/1983 – 10/10/1983 | nebyl poslancem |
| ministr práce a sociální péče                  | Aharon Abuchacira   | 05/08/1981 – 02/05/1982                | Tami            |
| ministr práce a sociální péče                  | Aharon Uzan         | 03/05/1982 – 10/10/1983                | Tami            |
| ministr průmyslu a práce                       | Gide'on Pat         | celé                                   | Likud           |
| ministr spravedlnosti                          | Moše Nisim          | celé                                   | Likud           |
| ministr školství a kultury                     | Zevulun Hammer      | celé                                   | NNS             |
| ministr turismu                                | Gide'on Pat         | 05/08/1981 – 11/08/1981                | Likud           |
| ministr turismu                                | Avraham Šarir       | 11/08/1981 – 10/10/1983                | Likud           |
| ministr vědy a rozvoje                         | Juval Ne'eman       | celé                                   | Techija         |
| ministr vnitra                                 | Josef Burg          | celé                                   | NNS             |
| ministr zahraničních věcí                      | Jicchak Šamir       | celé                                   | Likud           |
| ministr zdravotnictví                          | Eli'ezer Šostak     | celé                                   | Likud           |
| ministr zemědělství                            | Simcha Erlich       | 05/08/1981 – 19/06/1983                | Likud           |
| ministr zemědělství                            | Menachem Begin      | 19/06/1983 – 10/10/1983                | Likud           |
| ministr bez portfeje                           | Jicchak Moda'i      | 05/08/1981 – 19/10/1982                | Likud           |
| ministr bez portfeje                           | Mordechaj Ben Porat | 05/07/1982 – 10/10/1983                | Telem           |
| ministr bez portfeje                           | Ariel Šaron         | 14/02/1983 – 10/10/1983                | Likud           |
| ministr bez portfeje                           | Sara Doronová       | 05/07/1983 – 10/10/1983                | Likud           |